# Maillet, Indre

Maillet este o comună în departamentul Indre, Franța. În 1 ianuarie 2022 avea o populație de 242 de locuitori.